# 日本駐休士頓總領事館

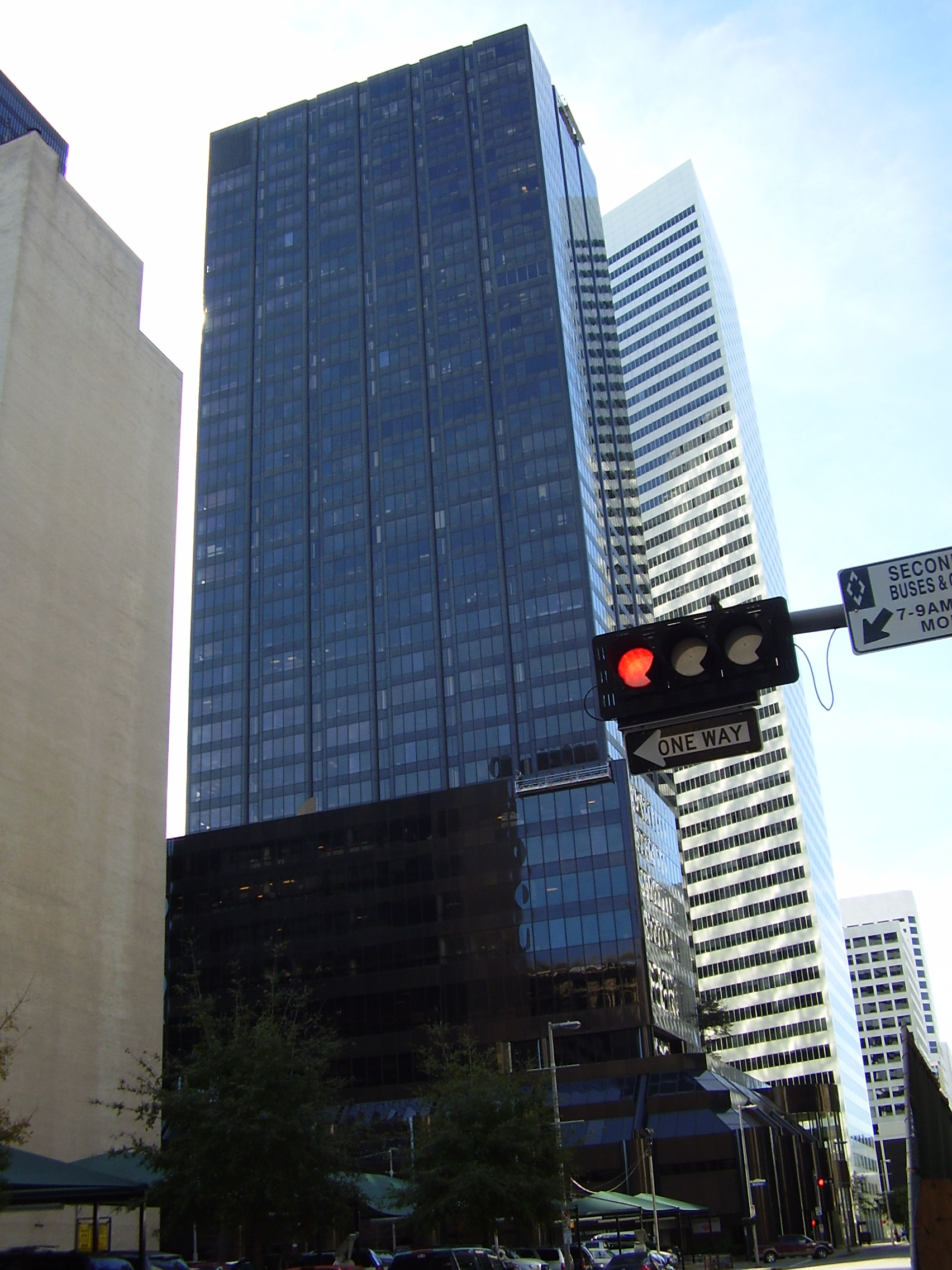
休士頓第二中心為领事馆所在地

日本驻休士顿总领事馆（日语：在ヒューストン日本国総領事館）是日本政府在美国德克萨斯州休士顿设立的外交代表机构。馆址设在休士顿中心二号楼（2 Houston Center）3000号房，其领事范围为德克萨斯州、俄克拉荷马州。

## 历史
领事馆起初位于富國銀行廣場（以前称为第一州际银行广场）5300号房，后来遷至富国银行广场2300号房。
在1993年结束的十年中，领事馆拒绝支付大休斯敦地区皮內波因特村的“使用费”。总领事馆在皮內波因特村。日本政府认为这是一种税收，而外交使領館應當享有免税待遇。1993年，该市宣布，该领事馆欠下该市大约14000美元。日本人则争辩说，国际协议免除了领事馆设施税收，但是派尼点村说年费是用户服务。派尼角村的市议员詹姆斯·贝克（James Baker）威胁要暂停垃圾收集服务，并揭露日本领事馆的嘲笑。当年9月，美国国务院的一封信指出，领事馆应该支付合法的使用费，而且领事馆不需要为消防和警察服务付费。领事馆向该市支付了近12000美元，其中包括4500美元的利息。据副领事Takaki Takinami说，在更改发票和扣除警察和消防费之前，该市收取了14915.52美元。即将离任的总领事今西正次郎表明同意每年支付4,500美元。

## 图像资料

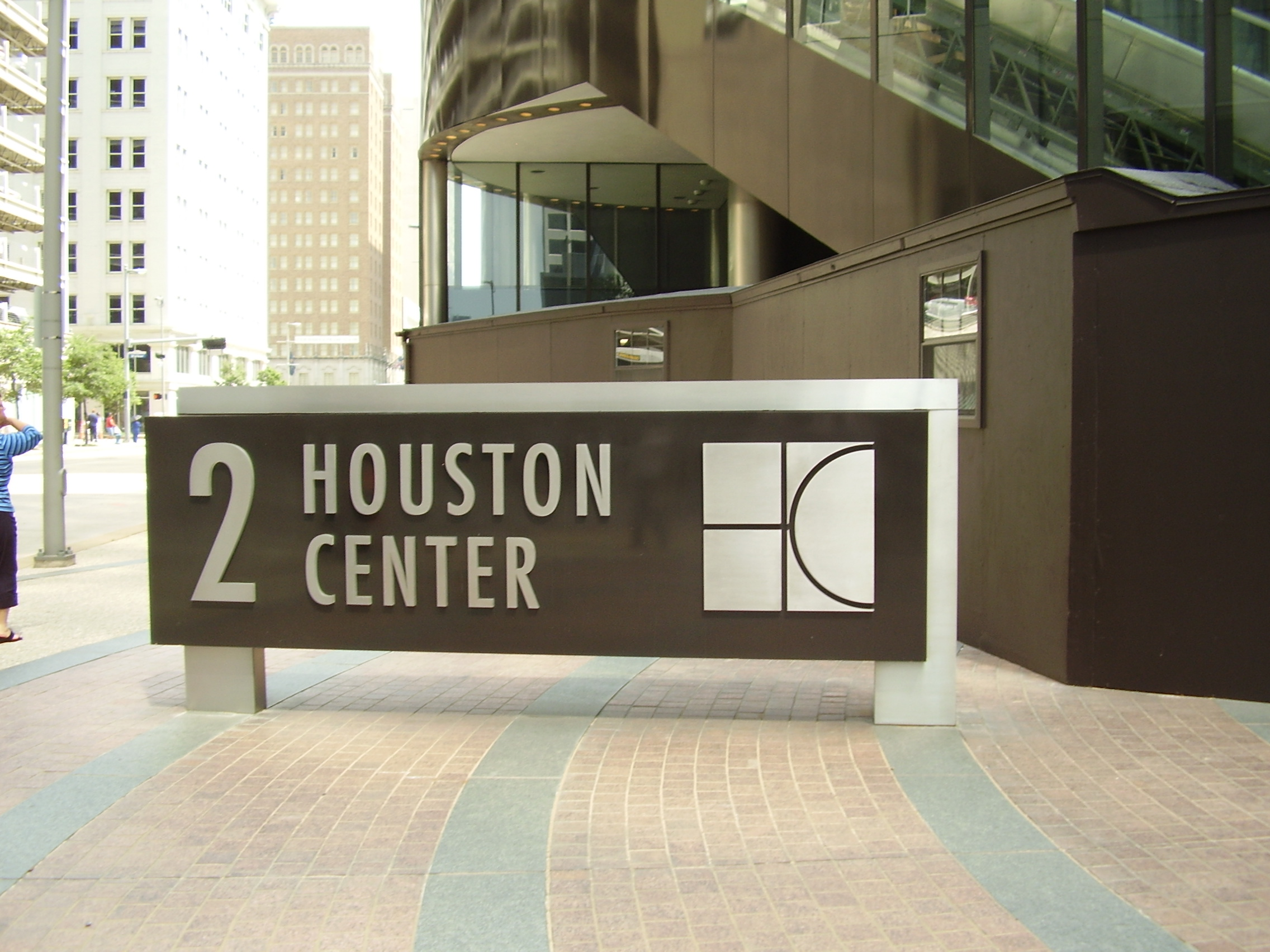
休士頓第二中心為领事馆所在地
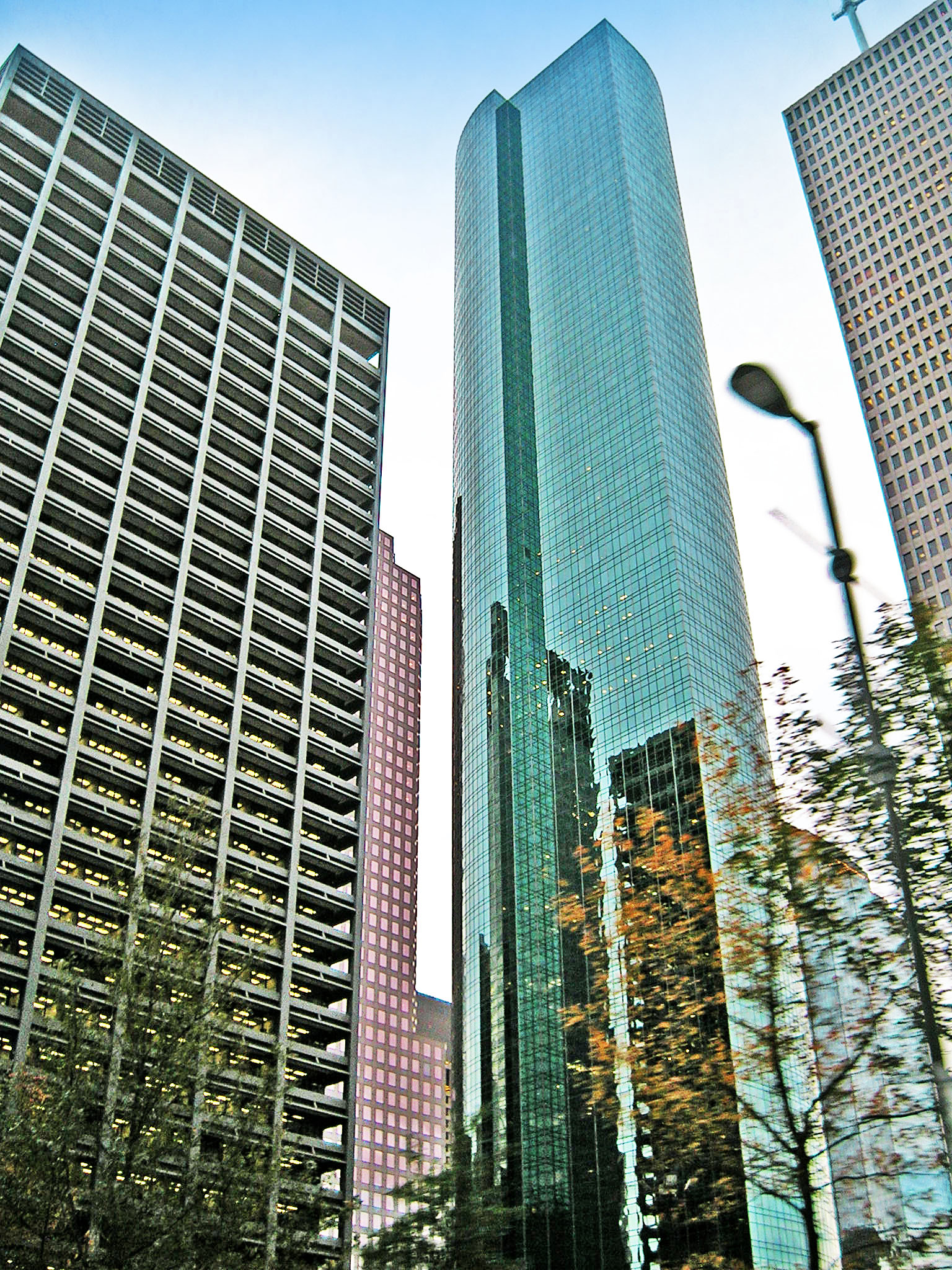
侯斯頓富國銀行廣場為领事馆的舊址